# Raión de Vyshni Volochok
El raión de Vyshni Volochok (ruso: Вышневоло́цкий райо́н) es un distrito administrativo (raión) ruso perteneciente a la óblast de Tver. Su forma de autogobierno local es desde 2019 la de ókrug urbano (Вышневоло́цкий городской округ), albergando su territorio un único ayuntamiento con sede en la capital distrital homónima, que hasta 2019 no formaba parte del raión y se gobernaba como una unidad directamente subordinada a la óblast.
En 2021, el raión tenía una población de 67 163 habitantes, de los cuales 45 830 vivían en la ciudad de Vyshni Volochok. Los otros más de veinte mil habitantes se reparten en 346 pedanías, de las cuales solamente una es urbana, el asentamiento de tipo urbano de Krasnomaiski. De las 345 pedanías rurales, solamente cinco superan los mil habitantes, todas con el estatus de posiólok: Zelenogorski, Prígorodni, Sólnechni, Akademícheski y Terelesovski.
El raión se ubica en el norte de la óblast.